# Körbruksbergets naturreservat
Körbruksbergets naturreservat är ett naturreservat i Ljusdals kommun i Gävleborgs län.
Området är naturskyddat sedan 2022 och är 117 hektar stort. Reservatet ligger sydost om Kårböle och består av Körbruksbergets krön och sluttningar mot nordost, samt av Ljusnans sandsediment norr om berget. Området drabbades av skogsbränderna i Sverige 2018. 